# Эль-Жармуни, Тарик
Тарик Эль-Жармуни (30 декабря 1977 года, Мохаммедия) — марокканский футболист, последним клубом была «Кенитра». Выступал за национальную сборную Марокко.

## Клубная карьера
Эль-Жармуни является воспитанником клуба «Шабаб Мохаммедия». Профессиональную карьеру начал в этом же клубе в 1996 году.
В 2000 году он перешёл в «Видад», с которым в первом же сезоне выиграл кубок Марокко по футболу, а во втором стал вице-чемпионом страны и обладателем Кубка кубков КАФ (в финале со счётом 2:2 благодаря выездному голу был побеждён ганский «Асанте Котоко»).
В начале 2003 года он перешёл в киевское «Динамо» и сразу был отправлен во вторую команду. Однако и во второй команде проиграл конкуренцию за место в воротах Рустаму Худжамову, поэтому за полгода провёл лишь один матч за третью команду.
Летом 2003 года он вернулся на родину, подписав контракт с ФАРом, с которым выиграл ряд национальных и африканских трофеев.
В течение 2010—2012 годов выступал за «Раджу», с которой также выигрывал чемпионат и кубок Марокко.
С января 2013 года выступал за «Кенитру», где и завершил карьеру.

## Национальная сборная
В 2000 году в составе олимпийской сборной Марокко был участником футбольного турнира Олимпийских игр в Сиднее, на котором сыграл во всех трёх матчах сборной, пропустив 7 голов.
Через два года он был включён в заявку сборной на Кубок африканских наций 2002 в Мали, однако на поле так и не выходил.
Эль-Жармуни дебютировал в сборной Марокко в 2003 году, а уже в следующем году в составе сборной стал вице-чемпионом Африки на турнире в Тунисе, проиграв в финале хозяевам соревнований. Правда, на этот раз Тарик был лишь резервным вратарём и ни одной игры на турнире не провёл.
В 2006 году Эль-Жармуни наконец дебютировал на Кубке африканских наций, который проходил в Египте, сыграв в двух матчах, в которых не пропустил ни одного гола.
С 2007 года перестал вызываться в сборную. Всего провёл за сборную 17 матчей.